# Cissampelos verticillata
Cissampelos verticillata är en tvåhjärtbladig växtart som beskrevs av Rhodes. Cissampelos verticillata ingår i släktet Cissampelos och familjen Menispermaceae. Inga underarter finns listade i Catalogue of Life.